# Ignazio Abate
Ignazio Abate (sinh ngày 12 tháng 11 năm 1986) là một cầu thủ bóng đá người Ý từng là hậu vệ của Milan. Anh được biết tới với khả năng đi bóng kĩ thuật và tốc độ ở cánh cùng khả năng tạt bóng.

## Tuổi thơ
Abate sinh ở Sant'Agata de' Goti, là con trai của cựu thủ môn Beniamino Abate.

## Sự nghiệp câu lạc bộ

### Thời gian đầu
Sự nghiệp chơi bóng chuyên nghiệp của anh bắt đầu năm 2003, được ký hợp đồng bởi AC Milan và chơi cho đội trẻ của họ. Trong mùa giải đó, anh có trận ra mắt cho đội chính ở Coppa Italia gặp Sampdoria vào ngày 3 tháng 12, và cũng có trận ra mắt ở đấu trường châu Âu, ở vòng bảng cúp C1 gặp Celta Vigo vào ngày 9 tháng 12.

### Quãng thời gian bị đem đi cho mượn (2004-2007)
Ở mùa giải 2004-05 anh được đem cho đội bóng ở Serie C1 là Napoli mượn, ở đây anh có 32 lần ra sân cùng 2 bàn thắng. Vào mùa hè 2005 khi đang chuẩn bị được đem cho Sampdoria mượn thì anh bị gọi lại để cho Piacenza mượn, tuy nhiên anh chỉ có 13 lần ra sân ở Serie B. Mùa giải sau đó là một mùa giải thành công nữa cho cầu thủ trẻ này, khi anh có 38 lần ra sân trong quãng thời gian cho Modena mượn.

### Ra mắt ở Serie A(2007-2009)
Vào mùa giải 2007-08 Abate có trận ra mắt ở Serie A, sau khi được sở hữu bởi Empoli theo dạng đồng sở hữu. Năm đó, anh cũng ghi bàn đầu tiên ở Serie A, trong trận gặp Genoa vào ngày 27 tháng 4 năm 2008. Với việc Empoli xuống hạng, Milan sở hữu toàn quyền cầu thủ này, nhưng lại chuyển giao cho Torino và lại theo dạng đồng sở hữu. Mặc dù bị 1 chấn thương từ giai đoạn đầu, anh đã có một mùa giải thành công, ra sân trong 25 trận và ghi 1 bàn.

### Trở lại Milan
Vào ngày 24 tháng 6 năm 2009, Milan gọi trở lại Abate và lần này anh được điền tên vào danh sách chuẩn bị cho mùa giải 2009-10. Sau khi chủ yếu đóng vài trò tiền vệ dự bị trong một vài trận đầu tiên, anh sau đó giữ vai trò hậu vệ phải chính thức được huấn luyện viên Leonardo giao. Nhờ vào màn trình diễn ấn tượng, vào ngày 11 tháng 2 năm 2010 anh được đề nghị và đã ký vào bản hợp đồng có thời hạn tới năm 2014.

## Sự nghiệp thi đấu quốc tế
Sau khi đã chơi ở nhiều cấp độ đội trẻ của đội tuyển quốc gia, Abate có trận ra mắt ở đội U21 trong trận Ý gặp Luxembourg, vào sân từ ghế dự bị vào ngày 12 tháng 12 năm 2006.
Với việc đội Olympic được dẫn dắt bởi Pierluigi Casiraghi, anh vô địch giải Toulon Tournament 2008, ở giải này anh chơi 4 trận và ghi 1 bàn trong trận gặp Mĩ. Anh cũng tham dự Thế vận hội mùa hè 2008.
Sau đó anh tham dự Giải bóng đá vô địch U21 châu Âu 2009 ở Thụy Điển, có 2 lần ra sân.

## Thống kê sự nghiệp

### Câu lạc bộ
Tính đến ngày 21 tháng 5 năm 2015.
| Câu lạc bộ          | Mùa giải            | Giải đấu            | Giải đấu | Giải đấu | Coppa Italia | Coppa Italia | Châu Âu | Châu Âu | Khác | Khác | Tổng cộng | Tổng cộng |
| Câu lạc bộ          | Mùa giải            | Giải đấu            | Trận     | Bàn      | Trận         | Bàn          | Trận    | Bàn     | Trận | Bàn  | Trận      | Bàn       |
| ------------------- | ------------------- | ------------------- | -------- | -------- | ------------ | ------------ | ------- | ------- | ---- | ---- | --------- | --------- |
| AC Milan            | 2003–04             | Serie A             | 0        | 0        | 1            | 0            | 1       | 0       | —    | —    | 2         | 0         |
| AC Milan            | 2009–10             | Serie A             | 30       | 0        | 1            | 0            | 5       | 0       | —    | —    | 36        | 0         |
| AC Milan            | 2010–11             | Serie A             | 29       | 0        | 2            | 0            | 6       | 0       | —    | —    | 37        | 0         |
| AC Milan            | 2011–12             | Serie A             | 29       | 0        | 2            | 0            | 8       | 0       | 1    | 0    | 40        | 0         |
| AC Milan            | 2012–13             | Serie A             | 27       | 0        | 2            | 0            | 4       | 0       | —    | —    | 33        | 0         |
| AC Milan            | 2013–14             | Serie A             | 19       | 1        | 1            | 0            | 8       | 0       | —    | —    | 28        | 1         |
| AC Milan            | 2014–15             | Serie A             | 23       | 0        | 2            | 0            | —       | —       | —    | —    | 25        | 0         |
| AC Milan            | Tổng cộng           | Tổng cộng           | 157      | 1        | 11           | 0            | 32      | 0       | 1    | 0    | 201       | 1         |
| Napoli (mượn)       | 2004–05             | Serie C1            | 33       | 2        | 0            | 0            | —       | —       | —    | —    | 33        | 2         |
| Napoli (mượn)       | Tổng cộng           | Tổng cộng           | 33       | 2        | 0            | 0            | —       | —       | —    | —    | 33        | 2         |
| Piacenz (mượn)      | 2005–06             | Serie B             | 13       | 0        | 0            | 0            | —       | —       | —    | —    | 13        | 0         |
| Piacenz (mượn)      | Tổng cộng           | Tổng cộng           | 13       | 0        | 0            | 0            | —       | —       | —    | —    | 13        | 0         |
| Modena (mượn)       | 2006–07             | Serie B             | 38       | 1        | 3            | 0            | —       | —       | —    | —    | 41        | 1         |
| Modena (mượn)       | Tổng cộng           | Tổng cộng           | 38       | 1        | 3            | 0            | —       | —       | —    | —    | 41        | 1         |
| Empoli (mượn)       | 2007–08             | Serie A             | 24       | 1        | 2            | 1            | 2       | 0       | —    | —    | 28        | 2         |
| Empoli (mượn)       | Tổng cộng           | Tổng cộng           | 24       | 1        | 2            | 1            | 2       | 0       | —    | —    | 28        | 2         |
| Torino (mượn)       | 2008–09             | Serie A             | 25       | 1        | 2            | 0            | —       | —       | —    | —    | 27        | 1         |
| Torino (mượn)       | Tổng cộng           | Tổng cộng           | 25       | 1        | 2            | 0            | —       | —       | —    | —    | 27        | 1         |
| Tổng cộng sự nghiệp | Tổng cộng sự nghiệp | Tổng cộng sự nghiệp | 279      | 6        | 18           | 1            | 34      | 0       | 1    | 0    | 332       | 7         |

### Đội tuyển quốc gia
Tính đến 31 tháng 3 năm 2015
| Ý         | Ý    | Ý   |
| Năm       | Trận | Bàn |
| --------- | ---- | --- |
| 2011      | 1    | 0   |
| 2012      | 6    | 0   |
| 2013      | 10   | 1   |
| 2014      | 4    | 0   |
| 2015      | 1    | 0   |
| Tổng cộng | 22   | 1   |

### Bàn thắng quốc tế
Bàn thắng của Italia được liệt kê trước.
| #  | Ngày                 | Địa điểm            | Đối thủ | Bàn thắng | Kết quả | Giải đấu |
| -- | -------------------- | ------------------- | ------- | --------- | ------- | -------- |
| 1. | 15 tháng 11 năm 2013 | San Siro, Milano, Ý | Đức     | 1–1       | 1–1     | Giao hữu |